# Indice dei premi dell'assicurazione malattie
L'Indice dei premi dell'assicurazione malattie (IPAM) misura l'andamento dei premi dell'assicurazione obbligatoria delle cure medico-sanitarie e dell'assicurazione malattie complementare e costituisce la media ponderata dei due indici parziali. L'IPAM consente di stimare l'incidenza dell'andamento dei premi sulla crescita del reddito disponibile delle economie domestiche.
In Svizzera, l'IPAM è elaborato dall'Ufficio federale delle assicurazioni sociali (per l'assicurazione di base) e dall'Ufficio federale di statistica (per le assicurazioni complementari).

## Basi legali
Le basi legali per l'indice dei premi dell'assicurazione malattie sono costituite dalla legge del 9 ottobre 1992 sulla statistica federale (LStat) e dall'ordinanza del 30 giugno 1993 sull'esecuzione di rilevazioni statistiche federali (ordinanza sulle rilevazioni statistiche).

## Tipo di rilevazione
L'IPAM viene rilevato mediante una rilevazione campionaria realizzata online (per e-mail). Nell'ambito dell'assicurazione di base viene effettuata una rilevazione totale, mentre per l'assicurazione complementare vengono rilevati i maggiori offerenti, che costituiscono circa il 70% del mercato complessivo. La partecipazione alla rilevazione è obbligatoria.

## Caratteristiche rilevate
La rilevazione riguarda l'indice dei premi dell'assicurazione malattie nell'ambito dell'assicurazione di base e di quella complementare. In tale contesto, vengono rilevati, a livello federale e cantonale, i premi annuali per le nuove polizze dell'assicurazione di base e delle assicurazioni complementari d'ospedalizzazione per Cantone e classe d'età.

## Realizzazione
Dal 1999 la rilevazione dell'IPAM viene realizzata annualmente da ottobre a novembre.